# Ibrahim Chakir
Ibrahim Chakir (* 4. September 1994 in Asilah, Marokko) ist ein spanischer Leichtathlet, der sich auf den Langstreckenlauf spezialisiert hat.

## Sportliche Laufbahn
Erste internationale Erfahrungen sammelte Ibrahim Chakir im Jahr 2016, als er bei den U23-Mittelmeer-Meisterschaften in Tunis in 8:56,08 min die Bronzemedaille über 3000 m Hindernis hinter dem Algerier Ali Messaoudi und Malek Ben Amor aus Tunesien gewann. 2023 startete er im Marathonlauf bei den Weltmeisterschaften in Budapest und gelangte dort nach 2:13:44 h auf den 23. Platz. Im Jahr darauf wurde er bei den Europameisterschaften in Rom in 1:05:00 h 39. im Halbmarathon und anschließend lief er nach 2:11:44 h auf dem 34. Platz im Marathon bei den Olympischen Sommerspielen in Paris ins Ziel. Bei den Straßenlauf-Europameisterschaften 2025 in Löwen wurde er nach 2:10:31 h Siebter über die Marathondistanz. 
2024 wurde Chakir spanischer Meister im Marathonlauf.

## Persönliche Bestzeiten
- 10-km-Straßenlauf: 29:00 min, 26. Oktober 2019 in Granollers
- Halbmarathon: 1:01:40 h, 27. Oktober 2024 in Valencia
- Marathon: 2:07:32 h, 1. Dezember 2024 in Valencia
- 3000 m Hindernis: 8:27,52 min, 5. Juli 2022 in Barcelona